# 489
Раннє Середньовіччя. У Східній Римській імперії правління Флавія Зенона. У Європі утворилися численні варварські держави, зокрема в Італії править Одоакр, Іберію й південь Галлії займає Вестготське королівство, Північну Африку захопили вандали, утворивши Африканське королівство, у Тисо-Дунайській низовині утворилося Королівство гепідів. На півночі Галлії салічні франки розширили свої володіння римо-галльськими територіями, у Західній Галлії встановилося Бургундське королівство. Остготи займають Мезію, Македонію і Фракію.
У Південному Китаї править династія Південна Ці, на півночі — Північна Вей. В Індії правління імперії Гуптів. У Японії триває період Ямато. У Персії править династія Сассанідів.
На території лісостепової України Черняхівська культура. Історики VI століття згадують плем'я антів, що мешкало на території сучасної України приблизно з IV сторіччя. У Північному Причорномор'ї центр володінь гунів, що підкорили собі інші кочові племена, зокрема сарматів, булгар та аланів.

## Події
- Візантійський імператор Флавій Зенон наказав закрити школу в Едесі, в якій викладалася несторіанська доктрина.
- Остготи на чолі з Теодоріхом Великим вдерлися в Північну Італію. Їх пробували спинити гепіди, але Теодоріх завдав їм поразки під Сірмієм.
- 28 вересня війська Теодоріха завдали поразки силам Одоакра під Аквілеєю.
- 30 вересня Теодоріх знову розбив Одоакра під Вероною.
- Остготи захопили Павію й Мілан. Більшість військ Одоакра здалися.

## Померли
- Акакій Константинопольський